# La Naissance de Vénus (Botticelli)
Pour les articles homonymes, voir La Naissance de Vénus.
La Naissance de Vénus (italien : Nascita di Venere [ˈnaʃʃita di ˈvɛːnere]) est un tableau de Sandro Botticelli, peint vers 1482-1485 et conservé à la galerie des Offices. Il a été peint selon la technique de la tempera. Il représente la déesse Vénus arrivant sur le rivage après sa naissance.
Cette œuvre était révolutionnaire à l'époque, car elle présentait un corps nu sans aucune justification religieuse, ainsi qu'un thème mythologique issu de la culture gréco-romaine antérieure au christianisme. Son interprétation est liée à l'Académie platonicienne de Florence, un cercle intellectuel parrainé par la famille Médicis qui s'est consacré aux domaines de la philosophie, de la littérature et de l'art. La signification est liée au néoplatonisme et à la formulation par Marsilio Ficino d'un concept idéalisé de l'amour où la figure de Vénus est divisée en deux versions complémentaires, la Vénus céleste et la Vénus terrestre, symbolisant l'amour spirituel et l'amour matériel, théorie dérivée du Banquet de Platon.
L'inspiration du sujet de Botticelli peut être trouvée dans des sources littéraires telles que les œuvres classiques d'Ovide et, surtout, Angelo Poliziano (Ange Politien), membre de l'Académie platonicienne de Florence, qui, dans son ouvrage Stanze per la Giostra (1494), décrit en vers la naissance de Vénus. Cette œuvre est consacrée à l'amour impossible professé par le noble Julien de Médicis pour la belle et vertueuse Simonetta Vespucci, qui a servi de modèle à la figure de Vénus. Il se peut que le tableau ait été commandé par Lorenzo di Pierfrancesco de Médicis, cousin de Laurent le Magnifique, selon un commentaire de l'historien de la Renaissance Giorgio Vasari, mais aucune preuve documentaire ne l'atteste, de sorte que le commanditaire et la date exacte demeurent inconnus.

## Histoire

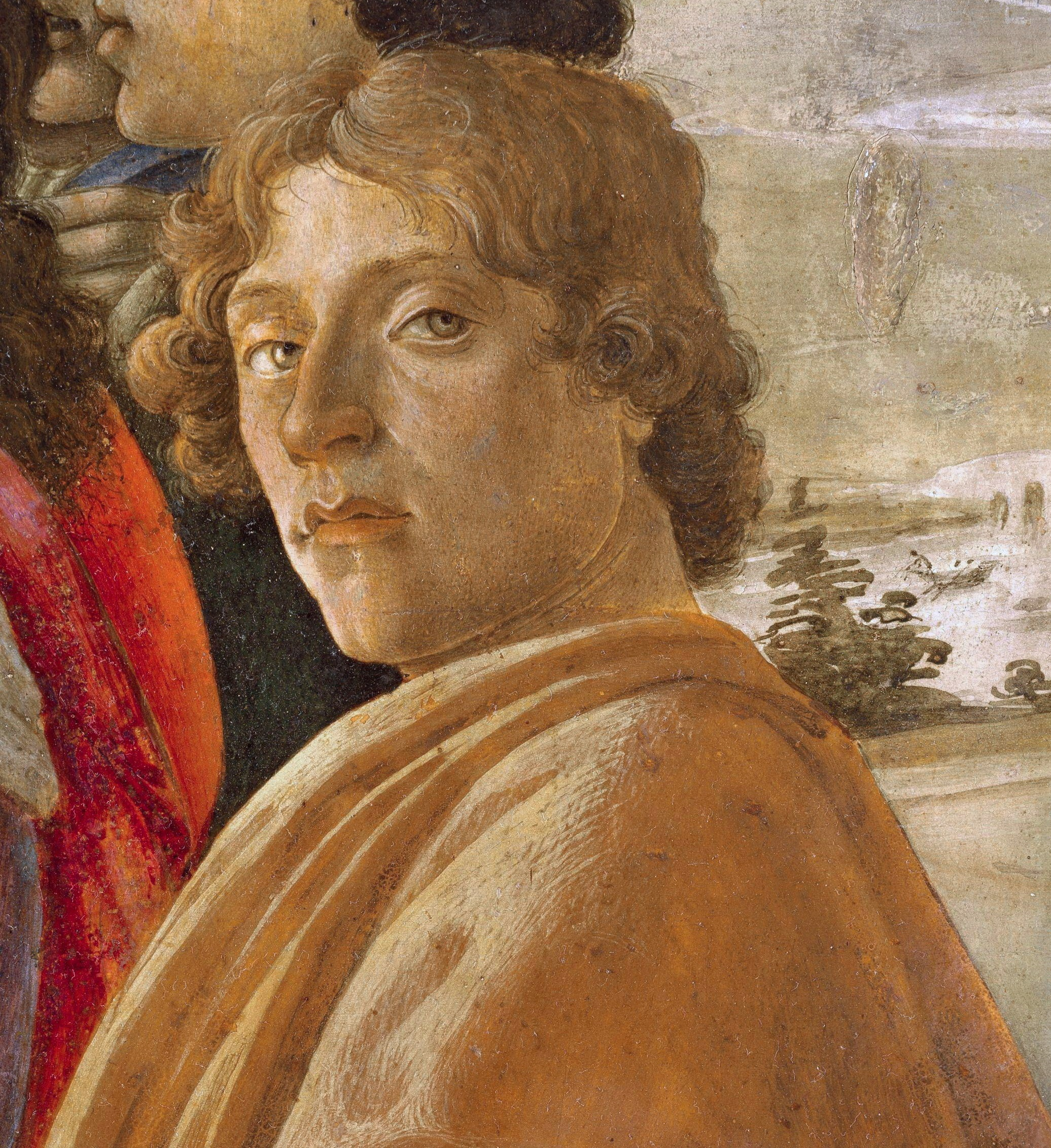
Sandro Botticelli, autoportrait dans L'Adoration des Mages (1475, Offices).

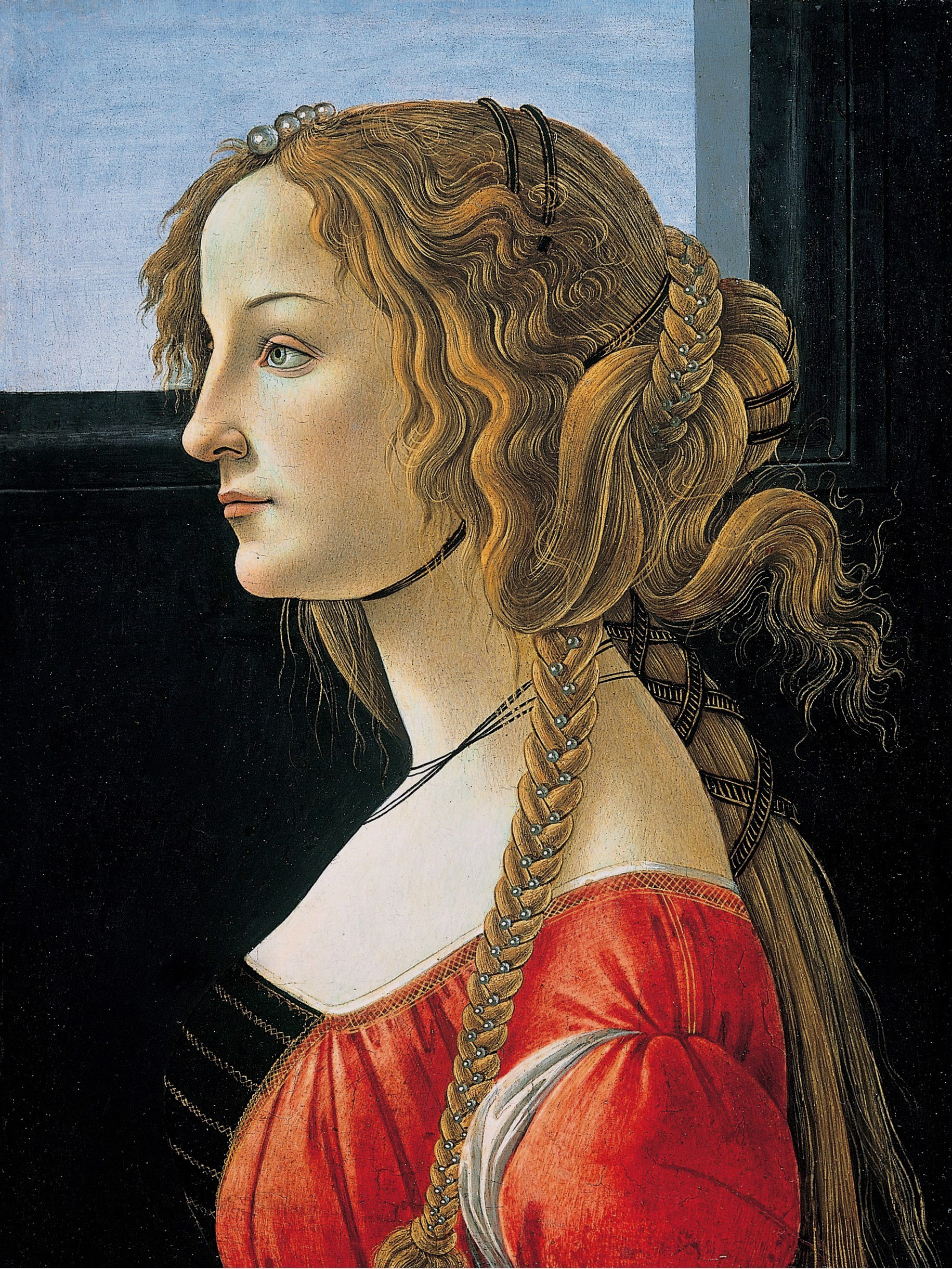
Portrait posthume de Simonetta Vespucci (v. 1476-1480), de Botticelli, Gemäldegalerie de Berlin.

Il est traditionnellement admis que cette œuvre, tout comme Le Printemps, a été commandée par Lorenzo di Pierfrancesco de Médicis, le cousin de Laurent le Magnifique, pour décorer la villa médicéenne di Castello dans la campagne florentine. En effet, c'est là que Giorgio Vasari les a vues quelques années plus tard. Dans la première édition de sa Vie de Botticelli, publiée en 1550, Vasari dit avoir vu ce tableau, ainsi que  Le Printemps, accrochés dans cette villa.
« A Castello, villa del Duca Cosimo, sono due quadri figurati, l'uno Venere che nasce e quelle aure e venti che la fanno venire a terra con gli amori, e così un'altra Venere che la Grazie la fioriscono, dinotando la Primavera. »
— Giorgio Vasari, Le Vite.

« À Castello, une villa appartenant au duc Cosimo, il y a deux tableaux, l'un représentant la naissance de Vénus et ces brises et vents qui la poussent à terre, avec les cupidons ; et aussi une autre Vénus que les Grâces ornent de fleurs, dénotant le printemps. »
— Le Vite.
Des études récentes semblent invalider cette version : le Printemps aurait été peint pour la maison de Lorenzo dans la ville de Florence, et la Naissance de Vénus, commandée par quelqu'un d'autre pour un lieu différent. La date exacte de sa composition est inconnue, tout comme son commanditaire. On considère aujourd'hui que La Naissance de Vénus a été peinte entre 1482 et 1485, en tout cas après le séjour romain de Botticelli.
Ce tableau était révolutionnaire à son époque, car il s'agissait de la première œuvre de grand format ayant un thème exclusivement mythologique, ainsi qu'un nu, ce qui n'était pas encore tout à fait conforme à la morale dominante de son temps.
Selon la plupart des sources, le modèle de la Vénus était Simonetta Cattaneo, plus connue sous son nom d'épouse Simonetta Vespucci (vers 1453-1476), une jeune femme d'une grande beauté qui mourut à l'âge de vingt-trois ans des suites de la tuberculose. À l'âge de seize ans, elle épousa Marco Vespucci, qui l'introduisit dans le cercle de la noblesse florentine, où elle était très admirée. Elle fut le modèle de nombreux artistes, dont Botticelli, Piero di Cosimo et Domenico Ghirlandaio, au point de devenir le prototype de beauté de la Renaissance florentine. Botticelli l'a représentée, outre La Naissance de Vénus, dans Le Printemps (sous les traits de la déesse Flore), Pallas et le Centaure (sous les traits de Pallas), Vénus et Mars (sous les traits de Vénus), La Calomnie d'Apelle (la Vérité), La Vierge à la grenade et La Madone du Magnificat, ainsi que dans certaines figures des Épreuves de Moïse de la chapelle Sixtine et dans un portrait posthume (vers 1476-1480) conservé à la Gemäldegalerie de Berlin.
Le tableau est resté à la villa di Castello jusqu'en 1815, date à laquelle il a été déposé à la galerie des Offices. Il a été restauré en 1987, lorsqu'une couche de vernis qui lui donnait une teinte jaunâtre a été retirée.

## Composition

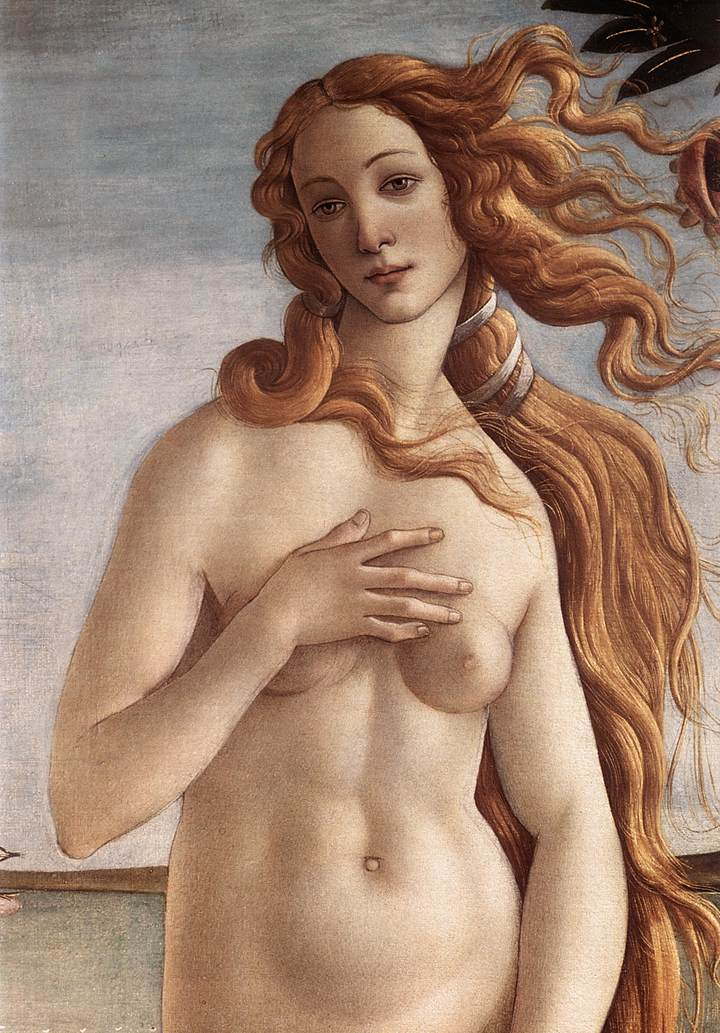
La grâce des formes de Vénus est obtenue par le canon esthétique.

La scène représente à gauche Zéphyr, le doux vent du printemps. Il est représenté avec son manteau bleu pâle fermé par un nœud et entouré d'une nuée de fleurs. L'air s'échappe de ses joues gonflées, représenté par des lignes droites claires. La femme enveloppée d'un manteau vert possède une nature aérienne. Politien, dans ses célèbres Stanze per la Giostra, évoque une brise (aura en latin et en italien), nom qui est repris au pluriel par Vasari.
La Vénus sort des eaux, debout dans la conque d'un coquillage (coquille Saint-Jacques) géant posée sur les flots agités par le souffle de Zéphyr. Sa posture est en « contrapposto », pose typique des statues grecques antiques : ses hanches sont dans une direction contraire à ses épaules, ce qui fait ressortir sa silhouette élancée et gracieuse. Du ciel, tombent doucement des fleurs de myrte. À droite, elle est reçue par un personnage féminin, l'une des Heures, fille de Jupiter (Zeus) et de Thémis ou la divinité du printemps tentant, malgré le vent, de la couvrir d'un voile rouge parsemé de motifs floraux, pour cacher une nudité déjà bien dissimulée par la déesse elle-même. Cette posture témoigne de la pudeur de Vénus.
L’ensemble est animé d'un mouvement de légèreté : les personnages flottent, volent, semblent danser. Le mouvement des fleurs, des cheveux, des vagues et des tissus répond à celui du vent que Zéphyr fait souffler.
De cette composition ressort une sensation de calme : Vénus semble se réveiller d’un rêve, elle nous regarde sans nous regarder, ses paupières sont à demi ouvertes ; elle est nue, également, ce qui est une première dans l'art de la peinture ; d'ordinaire, seules les œuvres religieuses comportaient des personnages féminins dénudés. La mer est paisible avec seulement quelques ondelettes, pas de tempête à l'horizon, le vent est léger.

## Iconographie

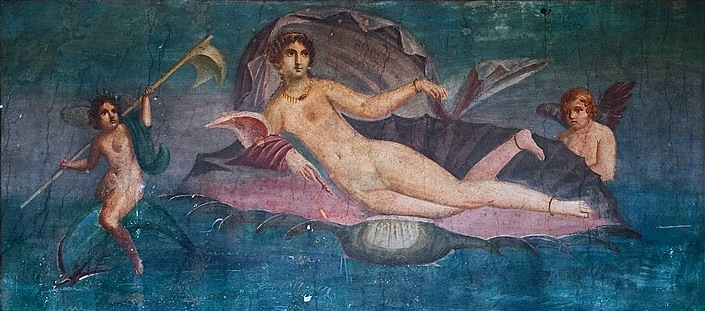
Murale de Vénus anadyomène, Pompei.

Selon la légende, Vénus (Aphrodite dans la mythologie grecque), déesse de l'amour, est née des parties génitales du dieu Uranus, coupées par son fils Saturne puis jetées à la mer. Selon le mythe, la déesse fut transportée par Zéphyr, dieu du vent d'ouest, jusqu'à la terre ferme, et accueillie par les Heures, déesses des saisons, qui l'habillèrent et la conduisirent à la demeure des dieux. Botticelli se concentre sur la sortie de la déesse de la mer et son arrivée sur la terre ferme poussée par les vents, au milieu d'une pluie de fleurs symbolisant la fécondation de la mer par le ciel.
Dans la scène représentée par Botticelli, Zéphyr apparaît à gauche, soufflant un souffle de vent à Vénus. Il porte dans ses bras Chloris (Flora dans la mythologie romaine), la déesse des fleurs et des jardins, épouse de Zephyr et ils sont entourés de fleurs qui semblent tomber du ciel. Ce sont des roses, la fleur de l'amour, créées selon le mythe en même temps que la déesse. Selon une autre interprétation, au lieu de Chloris, il pourrait s'agir de Aura, la déesse de la brise. Au centre se trouve Vénus nue sur un coquillage, un symbole de fertilité. A côté d'elle, dans le coin inférieur gauche, se trouvent quelques juncos de mer, au milieu de vagues en forme de V.. À droite apparaît l'une des Heures, probablement le Printemps, qui étend un manteau de pourpre pour couvrir la déesse nouveau-née. Elle porte une robe blanche fleurie, brodée de acianus. Une ceinture de roses entoure sa taille et elle porte autour du cou une élégante guirlande de myrte, plante sacrée de Vénus et symbole de l'amour éternel. Entre ses pieds fleurit une anémone bleue, qui est associée à l'arrivée du printemps. Les arbres à l'arrière-plan sont des oranges, parsemés de fleurs et d'épines dorées, imitant la couleur des cheveux de Vénus.
Le paysage à l'arrière-plan n'est que décoratif, les personnages sont disposés à la manière d'une frise. Cette sensation est renforcée par le manque de profondeur du tableau, qui ressemble à un collage avec un fond plat et des figures superposées. Les vagues de la mer donnent plus l'impression d'un tapis que de vagues de la mer et les arbres à droite ne sont pas en proportion avec les figures. En termes de chromatisme, les tons bleu-vert du ciel et de la mer contrastent avec les tons pâles des personnages, tandis que les touches dorées disséminées dans le tableau donnent de la luminosité à l'atmosphère.
La pose de Vénus imite celle de la statuaire classique gréco-romaine. La figure est légèrement décalée vers la droite, de sorte que le poids repose sur la jambe gauche, une posture connue dans l'art classique sous le nom de contrapposto. De sa main droite, elle couvre ses seins, tandis que de sa main gauche, elle tient une touffe de ses longs cheveux blonds avec laquelle elle couvre son aine. Cette pose rappelle celle de la Vénus pudica, une typologie fréquente dans la statuaire classique, comme l'Aphrodite de Cnide, la Vénus du Capitole, l'Aphrodite de Ménophantos ou la Vénus de Médicis. Les traits de leur visage, comme ceux de la plupart des personnages représentés par l'artiste, sont remarquables par leur nez fin, leurs pommettes prononcées et leurs mâchoires fortes, soulignant la structure osseuse des personnages.
Ce type de modèle est connu bien auparavant à Florence et en Toscane comme le prouvent des citations, des descriptions recueillies, ou encore les œuvres de Giovanni Pisano et de Masaccio qui s'en inspirent.
Depuis l'époque de la Rome antique, cette déesse païenne n'avait jamais été représentée nue à de telles dimensions. Le nu féminin, considéré comme un péché dans l'art médiéval chrétien, a été remis au goût du jour à la Renaissance comme symbole d'immatérialité. Conformément au néoplatonisme de l'Académie florentine, cette Vénus ne représente pas l'amour charnel ou le plaisir sensuel mais, par sa posture et ses traits fins, elle est plus proche de l'idéal de l'intelligence pure ou de la connaissance suprême, de la vérité morale ou métaphysique. Selon cette philosophie, la beauté est un attribut de la divinité, de sorte que la représentation de Vénus est comparable à celle de la Vierge Marie.

## Interprétation
Cette œuvre a souvent été lue selon une clé néoplatonicienne. S'appuyant sur une seconde légende qui faisait d'Aphrodite la fille de Zeus et de Dioné, Platon, dans Le Banquet a imaginé l'existence de deux Aphrodites : celle née d'Uranus (le Ciel) serait Aphrodite Urania (céleste), représentant l'amour pur, spirituel, tandis que la fille de Dioné serait Aphrodite Pandémos (populaire), signifiant l'amour vulgaire, matériel. Cette différenciation entre deux Vénus comme personnifications de deux types d'amour est reprise par l'Académie florentine, dans le milieu de laquelle Botticelli est immergé. Marsile Ficin, l'un des principaux théoriciens de l'école, a récupéré la figure de Vénus comme modèle de vertu et d'exaltation mystique, et a opposé les deux figures de Vénus comme symboles de ce qui est divin et de ce qui est terrestre chez la femme. Ainsi, dès Le  Printemps, Botticelli reprend cette idée, où les personnages représentés symboliseraient le circuit de l'amour, du terrestre représenté par Zéphyr au céleste symbolisé par Mercure. De même, dans La Naissance de Vénus, la figure centrale serait celle de la Vénus céleste, engendrée par l'union de l'esprit et de la matière.
Dans la lignée de ces théories, Botticelli symbolise dans La Naissance de Vénus la dichotomie entre la matière et l'esprit par le contraste entre la lumière et l'obscurité : sur le côté gauche du tableau, la lumière correspond à l'aube (Zéphyr est le fils de Aurore, la déesse de l'aube), tandis que sur le côté droit, plus sombre, se trouvent la terre et la forêt, éléments métaphoriques de la matière. Vénus est au centre, entre le jour et la nuit, entre la mer et la terre, entre le divin et l'humain.
D'autre part, Giulio Carlo Argan (Botticelli, 1957) a souligné une possible concordance entre la mythologie classique et la religion chrétienne : ainsi, la figure de Vénus représenterait l'âme chrétienne sortant de l'eau du baptême. En effet, la similitude de composition entre cette œuvre et Le Baptême du Christ d'Andrea del Verrocchio et Léonard de Vinci (vers 1475-1478, Les Offices) a parfois été soulignée. De son côté, Ernst Gombrich (Les mythologies de Botticelli, 1945) a identifié cette œuvre comme la naissance de l'Humanitas, de l'humanité, une incarnation du nouvel humanisme de la Renaissance.
L'interprétation complète de ce tableau dépend de sa relation avec le Printemps. Selon Erwin Panofsky (Renaissance et renaissance dans l'art occidental, 1975), dans les deux œuvres la figure de Vénus occupe la place centrale, bien que l'une soit nue (Naissance) et l'autre vêtue (Printemps), et elles représentent les deux pôles de cette figure mythique : dans la Naissance est représentée la Vénus céleste et dans le Printemps la Vénus vulgaire. Contrairement à ce que l'on pourrait croire, c'est la Vénus céleste qui est montrée nue, car sa beauté est pure et d'origine surnaturelle. Le Titien a fait le même contraste dans Amour sacré et Amour profane (1515, Galerie Borghèse, Rome). Une autre correspondance, signalée par Edgar Wind (The Pagan Mysteries of the Renaissance, 1972), est la présence de la « Hora Primavera » prête à couvrir la déesse d'un manteau, ce qui reviendrait à dissimuler la vraie beauté, pure et nue ; une fois couverte, elle se transforme en la Vénus vulgaire qui apparaît dans Le Printemps. En fin de compte, l'un est le reflet de l'autre, la beauté corporelle le reflet de la beauté spirituelle, l'amour humain le reflet de l'amour divin.
Certains historiens de l'art comme Gombrich et André Chastel (Art et humanisme à Florence au temps de Laurent le Magnifique, 1991) ont également souligné sa concordance avec la religion catholique, dérivée de la tentative de l'Académie florentine d'unir la philosophie platonicienne à la doctrine chrétienne. Ficin en est venu à assimiler Platon à Dieu le Père et Plotin à son fils Christ. Ainsi, les œuvres mythologiques de Botticelli reflèteraient également les valeurs propres à l'art sacré, par un transfert de types qui lierait les images profanes à celles du culte religieux. Selon ces chercheurs, la naissance de Vénus pourrait être liée au baptême du Christ, tandis que le jardin d'Amour équivaudrait au Paradis terrestre. Panofsky souligne également la ressemblance de la Vénus du Printemps avec une Vierge de l'Annonciation. Quoi qu'il en soit, la ressemblance de nombreuses vierges botticelliennes avec des déesses mythologiques est indéniable, étant donné que le modèle des deux types était à plusieurs reprises Simonetta Vespucci.

## Technique et style
| - Vénus, atelier de Botticelli (v.1490), Gemäldegalerie de Berlin - Vénus, atelier de Botticelli (v. 1485-1490), Galerie Sabauda de Turín. |

Le tableau est exécuté à la détrempe sur toile. Dans ses travaux de chevalet, Botticelli préparait généralement la surface avec du blanc d'Espagne et du blanc coloré en poudre, lié avec de la colle de charpentier. Sur cette base, il a exécuté les lignes directrices de la composition (perspective, architectures) en les incisant avec un stylet, puis il a tracé les lignes et les contours des figures et des objets avec une encre sombre très liquide. Il a ensuite appliqué la couleur en couches successives, séparées par un vernis de colle à parchemin. Enfin, il applique quelques glacis à la détrempe à la caséine, avec lesquels il exécute les plans définitifs, tels que des paysages.
Certaines études ont indiqué que l'œuvre pourrait avoir été mutilée de 30 ou 35 cm au sommet. Ainsi, la hauteur originale du tableau pourrait avoir été la même que celle du Printemps et de Pallas et le Centaure, ce qui renforcerait l'hypothèse d'une commande unique pour ces trois œuvres.
Dans cette œuvre, Botticelli s'est éloigné de la représentation réaliste pour privilégier le sens allégorique de l'œuvre. Il se passe de la perspective et déforme les formes, notamment dans la stylisation des personnages. La nature est idéalisée, transformée en un cadre décoratif qui recherche l'esthétique, l'idéal de beauté, plutôt que la représentation de la nature réelle. D'autre part, la figure de Vénus a un air absent, nostalgique, évoquant un âge d'or irrémédiablement perdu, l'âge classique tant évoqué par les néoplatoniciens.
Pour cette œuvre, Botticelli s'est inspiré des quelques vestiges d'œuvres classiques dont il disposait, quelques sarcophages, bijoux, reliefs, céramiques et dessins, et a créé un archétype de beauté qui sera identifié comme l'idéal classique de beauté à partir de la Renaissance. Dans Le Printemps, il renoue avec le genre de la « draperie mouillée » , qu'il reprend dans « La Nativité », avec des tissus fins et semi-transparents qui révèlent les contours du corps, avec un sens du classicisme dérivé des peintures de Pompéi et Herculanum ou des stucs de Prima Porta et de la Villa d'Hadrien. Cependant, Botticelli s'est éloigné du caractère volumétrique du nu classique, avec des figures fragiles et élancées qui répondent davantage au concept moderne du corps humain, tandis que ses visages sont plus personnels et humanisés que les prototypes classiques idéaux. Dans La Naissance de Vénus, peint après son séjour à Rome, où il a exécuté ses fresques de la chapelle Sixtine, il fait preuve d'un classicisme plus pur, grâce à son contact avec les antiquités romaines présentes dans la cité des Papes. Ainsi, sa Vénus est déjà dépouillée de tout vêtement et de toute forme de retenue moraliste, abandonnant définitivement l'art médiéval pour entrer pleinement dans la modernité.
La figure de Vénus, malgré le classicisme de la composition, répond davantage aux critères de l'art gothique, non pas tant en termes de proportions, mais de rythme et de structure : sa forme incurvée fait que la figure n'est pas répartie uniformément, mais que le poids tombe plutôt à droite, et le mouvement ondulatoire de son contour et de ses cheveux donne la sensation de flotter dans l'air. Malgré ses proportions sveltes, certaines parties de son corps sont disproportionnées : son cou est trop long, ses épaules tombent, et son bras droit est plus long que la normale. Néanmoins, sa silhouette présente une grâce et une harmonie indéniables, faisant d'elle le prototype de la beauté de son époque.
Sur le gothique de la figure de Vénus, il faut noter que Botticelli a pu avoir une référence dans la statue de la Tempérance de la chaire de la cathédrale de Pise, œuvre de Giovanni Pisano vers 1300-1310. Cette figure est un exemple clair de Vénus pudica, sans doute copiée sur des sculptures classiques, couvrant ses parties intimes avec ses bras, et constitue l'un des rares liens existants entre l'art classique et la Renaissance sur le thème du nu mythologique.

## Sources littéraires
Les sources littéraires de cette œuvre sont Ovide (Les Métamorphoses, II 27 ; Fastes, V 217) et Ange Politien (Stanze per la Giostra, 1494). En outre, il existait à Florence à cette époque le souvenir d'un tableau légendaire du Grec Apelle, intitulé Vénus Anadiomène, que Poliziano décrit dans un poème inspiré d'un passage homérique qui, selon Pline l'Ancien, narre la naissance de la déesse. Une autre source pourrait être le poème anonyme Pervigilium Veneris (IIe  ou  IIIe siècle), qui décrit l'arrivée de Vénus en Sicile. Dans sa Théogonie, Hésiode parle également d'Vénus anadyomène (« jaillie des eaux »), fruit de l'union entre le ciel et l'eau.
D'après  Aby Warburg, le tableau retranscrit en partie un passage des Stances d'Ange Politien, dans lequel le poète décrit une scène gravée sur un portail du palais de Vénus :

« Dans l'Égée tempétueux, dans le sein de Thétys,

(...) et née dedans, avec un air charmant et joyeux,

une damoiselle plus qu'humaine de visage,

par des Zéphyrs lascifs poussée vers le rivage,

aller sur un coquillage, et il semble que le ciel en jouisse,

(...) On aurait pu jurer que de l'onde jaillissait

la déesse, pressant de la main droite, sa chevelure,

que de l'autre main son tendre fruit elle recouvrait ; (...) »

— Ange Politien, Stances

## Influence sur d'autres artistes

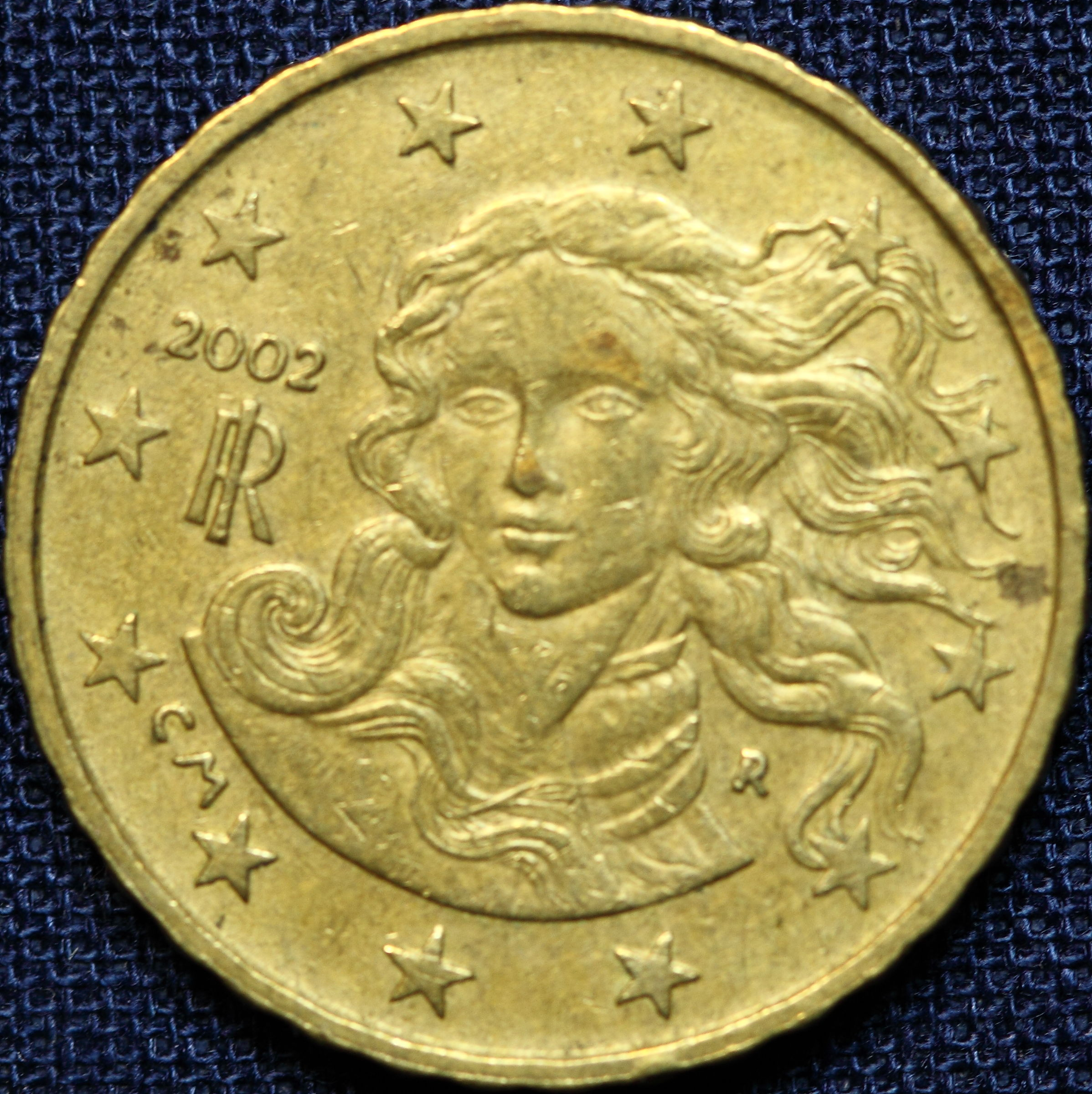
Pièce italienne de 10 centimes d'euro à l'effigie de la Vénus de Botticelli.

La Vénus de Botticelli a connu un grand succès à son époque et sa figure a été reproduite dans de nombreuses œuvres, tant par son atelier que par d'autres artistes. De l'atelier de Botticelli, deux exemplaires sont conservés, l'un à la  Gemäldegalerie de Berlin et l'autre à la Galerie Sabauda de Turin. Le succès de cette œuvre a conduit à son exportation vers d'autres pays, notamment la France et l'Allemagne. Son influence est évidente dans des œuvres telles que la peinture à l'huile de Vénus et Cupidon de Lucas Cranach l'Ancien de 1509 (Musée de l'Ermitage, Saint-Pétersbourg) grandeur nature et la première de plusieurs œuvres de Cranach représentant Vénus, généralement accompagnée de Cupidon et combine l'influence de la Renaissance italienne avec la religion et la morale de l'humanisme allemand, étant la première peinture de Vénus nue par un artiste du nord de l'Europe.

## Hommage et caricature
- Une description sommaire de cette peinture est réalisée dans le roman Le Sang et l'Or d'Anne Rice, où le vampire Marius tombe amoureux de Sandro Botticelli et de ses œuvres.
- Arthur Rimbaud renverse cette esthétique de la beauté dans son poème Vénus anadyomène où il caricature cette Vénus sous les traits d'une horrible vieille femme. Dans son poème, la Vénus, anadyomène, s'extirpe de sa baignoire.
- Paul Valéry, dans son livre Album de vers anciens (1927) rend hommage au tableau dans un poème intitulé : Naissance de Vénus.
- La pièce italienne en euro de 10 centimes représente la tête de Vénus.
- Thomas Pynchon dans son livre V. nous fait voir l'œuvre de Botticelli de façon nouvelle grâce à un de ses héros, le Gaucho, qui la « reluque »
- Avec Dieux de la terre et du ciel, Joel-Peter Witkin représente une Vénus avec un pénis[36].
- Dans son film Les Aventures du baron de Münchausen, le réalisateur Terry Gilliam reconstitue la scène avec Uma Thurman dans le rôle de Vénus.
- Le bikini blanc porté par Ursula Andress en Honey Ryder dans le film James Bond 007 contre Dr No en 1962 est considéré comme l'un des plus importants de l'histoire du bikini, et la scène elle-même a été comparée à plusieurs reprises au chef-d'œuvre La Naissance de Vénus de Botticelli[37],[38].
- De sa création en 1987 à sa version 10.0 sortie en 2001, le logiciel de dessin vectoriel Adobe Illustrator utilisait le visage de la Vénus de Botticelli comme icône. En 2003, le passage à la Creative Suite inaugure un changement d'icônes pour l'ensemble des logiciels concernés et Adobe remplace Vénus par les lettres « Ai ». Cependant, une combinaison de touches «  clavier » permet à ceux qui la connaissent de voir réapparaître le visage de Vénus en lieu et place des nouveaux visuels illustrant le logiciel.
- Le tableau fait partie du musée imaginaire de l'historien français Paul Veyne, qui le décrit dans son ouvrage justement intitulé Mon musée imaginaire[39].
- La couverture de l'album Artpop est tirée de cette scène, la chanteuse Lady Gaga y représente Vénus.
- Dans la série Les Simpson, à l'épisode 9 de la saison 5, on peut y voir une représentation de celle-ci, où elle est remplacée par la nouvelle employée de la centrale, Mindy, qui attire beaucoup Homer Simpson.
- La couverture du livre Computational Complexity de Christos Papadimitriou[40] montre une partie de La Naissance de Vénus.
- Dans la série de jeux Animal Crossing, Rounard propose dans sa collection un tableau de Vénus. La version contrefaite a le coquillage placé à l'envers.
- Le groupe sud-coréen Red Velvet réalise le 21 mars 2022 le clip de la chanson Feel My Rhythm' où JOY, l'une des membres, est mise en scène de façon à faire référence à la toile.